# 留尼旺銀光魚
留尼旺銀光鱼（学名：Argyripnus hulleyi）为輻鰭魚綱巨口魚目褶胸鱼科的其中一種。分布於印度洋留尼旺島海域，體長可達7.3公分。

## 扩展阅读
維基物種上的相關：留尼旺銀光魚